# 신림황둔로
신림황둔로(Sillimhwangdun-ro)는 강원특별자치도 원주시 신림면 신림삼거리에서 영월군 주천면 솔치교 까지 연결하는 도로이다.

## 주요 경유지
강원특별자치도
- 원주시 신림면 - 영월군 주천면

## 노선
| 이름          | 접속 노선                 | 소재지 | 소재지 | 비고 |
| ------------- | ------------------------- | ------ | ------ | ---- |
| 신림삼거리    | 국도 제5호선 (치악로)     | 원주시 | 신림면 |      |
| 신림나들목    | 중앙고속도로 55호선       | 원주시 | 신림면 |      |
| 마지교        |                           | 원주시 | 신림면 |      |
| 신림터널      |                           | 원주시 | 신림면 |      |
| 황둔교        |                           | 원주시 | 신림면 |      |
| 소야교        |                           | 원주시 | 신림면 |      |
| (이름없음)    | 지방도 제411호선 (송계로) | 원주시 | 신림면 |      |
| 송계교        |                           | 원주시 | 신림면 |      |
| 솔치터널      |                           | 원주시 | 신림면 |      |
|               | 영월군                    | 주천면 |        |      |
| 솔치교        | 영월군                    | 주천면 |        |      |
| 솔치로와 직결 |                           |        |        |      |

## 주요 건물 및 시설
- GS칼텍스 신림황둔점 (신림황둔로 164/신림리 158-36)
- 세븐일레븐 원주신림대로점 (신림황둔로 187/신림리 221)